# Rhodophyta
Rhodophytes, Algues rouges
Division
Classes de rang inférieur
- Cyanidiophytina
  - Cyanidiophyceae
- Rhodophytina
  - Porphyridiophyceae
  - Rhodellophyceae
  - Stylonematophyceae
- Metarhodophytina
  - Compsopogonophyceae
- Eurhodophytina
  - Bangiophyceae
  - Florideophyceae

Les algues rouges, ou Rhodophytes (division des Rhodophyta), sont un grand taxon d'algues pour la plupart marines et pour la plupart multicellulaires (la plupart sont sessiles, c'est-à-dire qu'elles se développent fixées sur un substrat quelconque).
Elles sont caractérisées par une composition pigmentaire avec un seul type de chlorophylle, la chlorophylle a, des caroténoïdes et des pigments caractéristiques, les phycobiliprotéines. Elles seraient apparues pendant l'Ectasien du Mésoprotérozoïque il y a 1,2 à 1,4 milliard d'années, et seraient de ce fait les seconds plus anciens organismes vivants pluricellulaires découverts entre le Gabonionta apparu à l'Orosirien il y a environ 2 100 Ma, et la faune de l'Édiacarien datant d'environ 575 Ma, sans qu'un lien puisse être démontré entre ces trois « apparitions ».

## Organisation

### Les pigments photosynthétiques
Les rhodophytes contiennent des pigments rencontrés chez les autres végétaux, la chlorophylle a et des caroténoïdes, mais leur originalité consiste dans la présence de phycobilisomes comprenant les phycobiliprotéines : allophycocyanine (bleu), phycocyanine (bleu) et phycoérythrine qui donne la couleur rouge. Le chloroplaste peut alors être appelé rhodoplaste. L’organisation du chloroplaste est la suivante : les thylakoïdes sont libres et ne forment pas de grana (ceci est lié à la présence des phycobilisomes à la surface des thylakoïdes), ils sont répartis concentriquement dans le chloroplaste mais occupent tout l’espace, contrairement à ceux des Glaucophytes et des Cyanobactéries.
La pigmentation (rapport des pigments présents) dépend à un degré remarquable de la longueur d'onde de la lumière qui atteint l'algue. En profondeur, les algues accumulent une grande quantité de phycoérythrine, pigment qui peut absorber la lumière à cette profondeur. Si les algues sont en surface, ce pigment rouge diminue, elles deviennent plus vertes malgré leur appellation. Cependant les quantités de chlorophylles demeurent inchangées que l’algue soit en surface ou en profondeur; on parle alors d'adaptation chromatique.

### Substances de réserves
L’amidon est stocké sous forme de vésicules dans le cytoplasme (et non dans le plaste comme chez les plantes et algues vertes) : l'amidon floridéen (aussi appelé rhodamylon).

### Floridoside
La floridoside (2-O-α-d-galactopyranosylglycerol) est un glucide, hétéroside, de formule C9H18O8. C'est une molécule propre aux algues rouges, synthétisée par toutes les algues rouges, excepté les membres de l’ordre des Ceramiales. Elle est le produit principal de la fixation du carbone par la photosynthèse et, pourra être utilisée par la suite pour la synthèse de macromolécules (amidon, polysaccharides solubles…). C'est également un osmoprotecteur dont la concentration intracytoplasmique augmente en réponse à un stress hyperosmotique,,,. La floridoside semble être aussi un précurseur de la paroi polysaccharidique chez quelques espèces d'algues rouges.

### Organisation cellulaire
Les Rhodophytes sont caractérisées par une organisation cellulaire de type eucaryote, mais il faut noter l’absence de cils et de flagelles (à aucun stade du développement), par un gamète mâle non-mobile et par un cycle de vie digénétique ou trigénétique (comportant successivement des générations de gamétophytes, de carposporophytes dans les cycles trigénétiques et de (tétra)sporophytes).

### La paroi
Leur paroi pectocellulosique est de composition complexe. Elle contient de la cellulose associé dans sa partie interne à d'autres polysaccharides parfois en quantité importante, agar-agar donnant une texture flexible et glissante, et dans sa partie externe elle est associée à des carbonate de calcium ce qui donne des algues dures et pierreuses : elle participe à la stabilisation des massifs coralliens en cimentant les débris coraux. La structure calcaire demeure même après la mort de l'algue, formant parfois des masses rocheuse imposantes (corallinaceae).

## Écologie
La grande majorité des algues rouges est rencontrée dans le milieu marin.

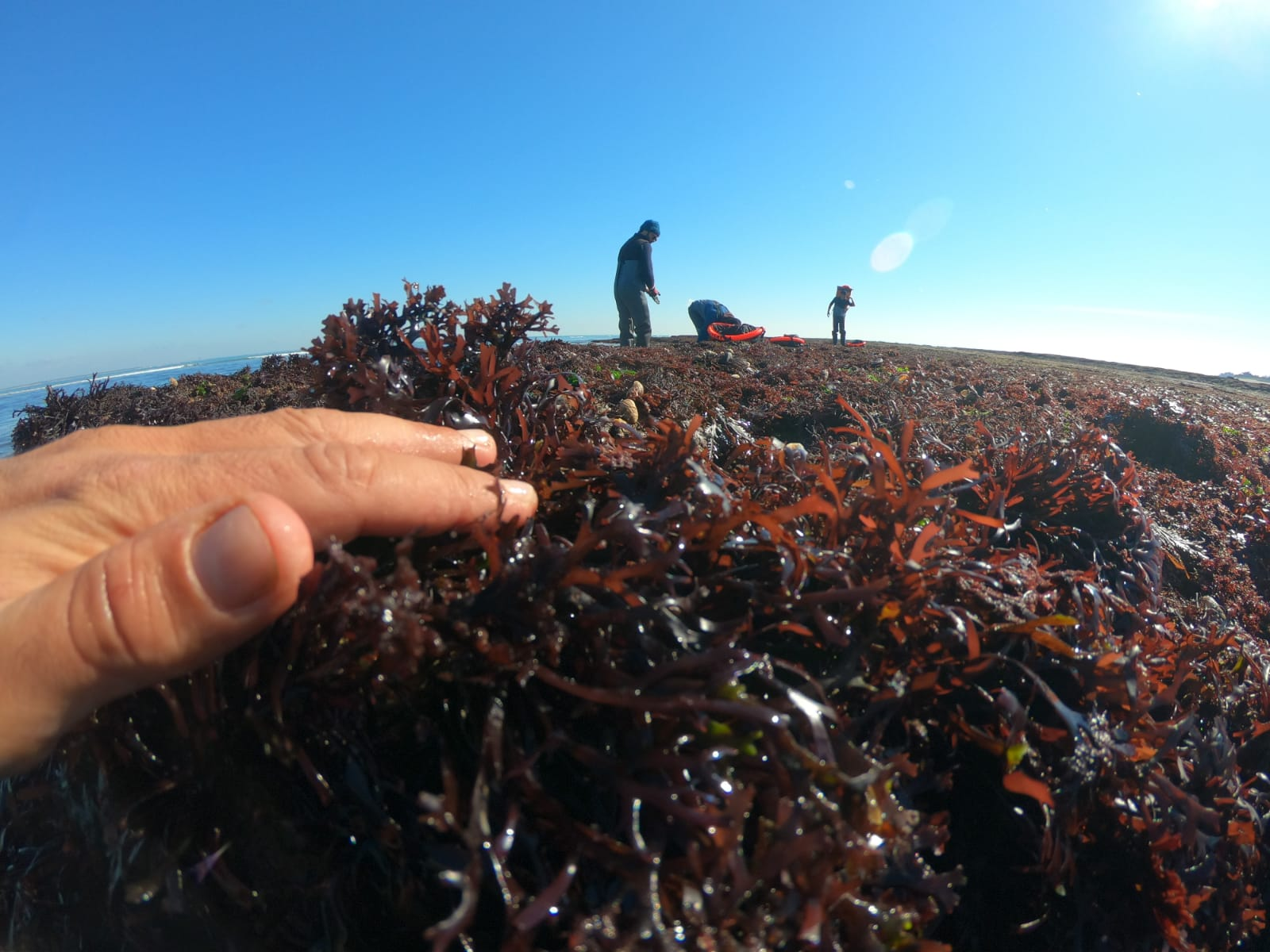
Chondrus crispus, à l'île de Ré.

Chondrus crispus et Mastocarpus stellatus (Gigartina stellata) sont souvent associées et vivent fixées au rocher. Ces deux espèces sont récoltées afin d'extraire les carraghénanes utilisés comme gélifiant dans l'industrie agroalimentaire.
Certaines algues rouges comme Porphyra sont consommées en Extrême-Orient. Porphyra est cultivée au Japon : sous le nom de nori, elle intervient dans la confection des sushis.
Certaines algues rouges sont abondantes dans les récifs de coraux. Les Corallinaceae produisent une enveloppe extracellulaire de carbonate de calcium et peuvent participer à la construction du récif de corail.
Certaines algues rouges sont très résistantes à des conditions extrêmes et sont donc extrêmophiles : par exemple, Cyanidium caldarium vit à un pH inférieur à 1 dans les sources acides.
Le plus ancien fossile multicellulaire d'eucaryote découvert à ce jour serait une algue rouge filamenteuse vieille de 1,7 milliard d'années, trouvée dans les monts Vindhya. Les rhodophytes sont ainsi apparues après les cyanobactéries (anciennement appelées algues bleues) qui avaient précédemment provoqué, par l'action cumulée de la photosynthèse, le bouleversement planétaire appelé la Grande Oxydation. Elles ont profité des nouvelles conditions écologiques, notamment de l'apparition de  la couche d'ozone stratosphérique qui filtre la plus grande partie du rayonnement solaire ultraviolet et qui protège de son effet biocide, pour occuper dans les océans une niche écologique plus proche de la surface. Cette nouvelle zone de développement de la vie étant cependant encore trop profonde pour que la seule chlorophylle suffise à l'autonomie énergétique, ce sont, à l'instar des cyanobactéries, les pigments complémentaires synthétisés par les algues rouges qui leur ont permis de pallier un environnement encore trop sombre et de capter l'énergie d'autres fréquences lumineuses du rayonnement solaire.

## Taxinomie
Les termes de Rhodoplantae ou de Rhodobiota (Rhodobiontes) proposés assez récemment par certains auteurs sont discutés. La dernière phylogénie en date propose de ne retenir que le terme de Rhodophyta (Rhodophytes) pour l'embranchement, avec deux sous-embranchements : Cyanidiophytina et Rhodophytina (Yoon et al., 2006).
- règne Eukaryota
  - embranchement des Rhodophyta
    - sous-embranchement des Cyanidiophytina
      - classe des Cyanidiophyceae
        - ordre des Cyanidiales
          - famille des Cyanidiaceae
          - famille des Galdieriaceae

    - sous-embranchement des Rhodophytina
      - classe des Bangiophyceae
        - ordre des Bangiales
          - famille des Bangiaceae

      - classe des Compsopogonophyceae
        - ordre des Compsopogonales
          - famille des Boldiaceae
          - famille des Compsogonaceae

        - ordre des Erythropeltidales
          - famille des Erythrotrichiaceae

        - ordre des Rhodochaetales
          - famille des Rhodochaetaceae

      - classe des Florideophyceae
        - sous-classe des Hildenbrandiophycidae
          - ordre des Hildenbrandiales

        - sous-classe des Nemaliophycidae
          - ordre des Acrochaetiales
          - ordre des Balbianiales
          - ordre des Balliales
          - ordre des Batrachospermales
            - famille des Batrachospermaceae
            - famille des Lemaneaceae
            - famille des Psilosiphonaceae

          - ordre des Colaconematales
          - ordre des Corallinales
            - famille des Corallinaceae
            - famille des Sporolithaceae

          - ordre des Nemaliales
            - famille des Galaxauraceae
            - famille des Liagoraceae

          - ordre des Palmariales
            - famille des Palmariaceae
            - famille des Rhodophysemataceae
            - famille des Rhodothamniellaceae

          - ordre des Rhodogorgonales
          - ordre des Thoreales

        - sous-classe des Ahnfeltiophycidae
          - ordre des Ahnfeltiales
          - ordre des Pihiellales

        - sous-classe des Rhodymeniophycidae
          - ordre des Bonnemaisoniales
            - famille des Bonnemaisoniaceae
            - famille des Naccariaceae

          - ordre des Ceramiales
            - famille des Ceramiaceae
            - famille des Dasyaceae
            - famille des Delesseriaceae
            - famille des Rhodomelaceae

          - ordre des Gigartinales
            - famille des Acrosymphytaceae
            - famille des Acrotylaceae
            - famille des Areschougiaceae
            - famille des Blinksiaceae
            - famille des Calosiphoniaceae
            - famille des Caulacanthaceae
            - famille des Corynocystaceae
            - famille des Cruoriaceae
            - famille des Cubiculosporaceae
            - famille des Cystocloniaceae
            - famille des Dicranemataceae
            - famille des Dumontiaceae
            - famille des Endocladiaceae
            - famille des Furcellariaceae
            - famille des Gainiaceae
            - famille des Gigartinaceae
            - famille des Gloiosiphoniaceae
            - famille des Haemeschariaceae
            - famille des Kallymeniaceae
            - famille des Mychodeaceae
            - famille des Mychodeophyllaceae
            - famille des Nizymeniaceae
            - famille des Petrocelidaceae
            - famille des Peyssonneliaceae
            - famille des Phacelocarpaceae
            - famille des Phyllophoraceae
            - famille des Polyideaceae
            - famille des Rhizophyllidaceae
            - famille des Rissoellaceae
            - famille des Schmitziellaceae
            - famille des Solieriaceae
            - famille des Sphaerococcaceae
            - famille des Tichocarpaceae

          - ordre des Gracilariales
            - famille des Gracilariaceae
            - famille des Pterocladiophyllaceae

          - ordre des Halymeniales
            - famille des Halymeniaceae
            - famille des Sebdeniaceae
            - famille des Tsengiaceae

          - ordre des Nemastomatales
            - famille des Nemastomataceae
            - famille des Schizymeniaceae

          - ordre des Plocamiales
            - famille des Plocamiaceae
            - famille des Pseudoanemoniaceae
            - famille des Sarcodiaceae

          - ordre des Rhodymeniales
            - famille des Champiaceae
            - famille des Faucheaceae
            - famille des Lomentariaceae
            - famille des Rhodymeniaceae

      - classe des Porphyridiophyceae
        - ordre des Porphyridiales
          - famille des Porphyridiaceae

      - classe des Rhodellophyceae
        - ordre des Rhodellales
          - famille des Rhodellaceae

      - classe des Stylonematophyceae
        - ordre des Stylonematales
          - famille des Stylonemataceae

## Liste des classes et ordres
Selon AlgaeBase (29 févr. 2012) :
- classe des Rhodophyta incertae sedis
- sous-embranchement des Cyanidiophytina
  - classe des Cyanidiophyceae
- sous-embranchement des Rhodophytina
  - classe des Porphyridiophyceae
  - classe des Rhodellophyceae
  - classe des Stylonematophyceae
- sous-embranchement des Metarhodophytina
  - classe des Compsopogonophyceae
- sous-embranchement des Eurhodophytina
  - classe des Bangiophyceae
  - classe des Florideophyceae

Selon NCBI (29 févr. 2012) :
- classe des Bangiophyceae
  - ordre des Bangiales
  - ordre des Cyanidiales
  - ordre des Porphyridiales
- classe des Compsopogonophyceae
  - ordre des Compsopogonales
  - ordre des Erythropeltidales
  - ordre des Rhodochaetales
- classe des Florideophyceae
  - ordre des Acrochaetiales
  - ordre des Acrosymphytales
  - ordre des Ahnfeltiales
  - ordre des Balbianiales
  - ordre des Balliales
  - ordre des Batrachospermales
  - ordre des Bonnemaisoniales
  - ordre des Ceramiales
  - ordre des Colaconematales
  - ordre des Corallinales
  - ordre des Gelidiales
  - ordre des Gigartinales
  - ordre des Gracilariales
  - ordre des Halymeniales
  - ordre des Hildenbrandiales
  - ordre des Nemaliales
  - ordre des Nemastomatales
  - ordre des Palmariales
  - ordre des Pihiellales
  - ordre des Plocamiales
  - ordre des Rhodachlyales
  - ordre des Rhodogorgonales
  - ordre des Rhodymeniales
  - ordre des Sebdeniales
  - ordre des Thoreales
- classe des Rhodellophyceae
  - ordre des Rhodellales
- classe des Stylonematophyceae
  - ordre des Rufusiales
  - ordre des Stylonematales

Selon World Register of Marine Species (29 févr. 2012) :
- sous-division des Eurhodophytina
- sous-division des Metarhodophytina
- classe des Rhodophyta incertae sedis
- sous-division des Rhodophytina
- classe des Rhodophyceae

Selon ITIS (29 févr. 2012) :
- classe des Rhodophyceae

Selon Paleobiology Database (29 févr. 2012) :
- genre Archaeolithoporella
- Stacheinaceae
- genre Wetheredella

Il existe plusieurs genres incertae sedis selon AlgaeBase (3 févr. 2019) :
- Allogonium
- Callophycus
- Chabakovia
- Chalicostroma
- Conchocelis
- Desmia
- Diversocallis
- Donezella
- Enigma
- Eotetrahedrion
- Epiphyton
- Epiphytonoides
- Erinacea
- Euspiros
- Parachabakovia
- Parachaetetes
- Paraconophyton
- Perinema
- Permocalculus
- Reingardia
- Rhododiplobia
- Selkia

## Les génomes d'algue rouge
Il existe 5 génomes d'algue rouge séquencés dont 4 publiés en 2013.
- Cyanidioschyzon merolae, Cyanidiophyceae[20],[21]
- Galdieria sulphuraria, Cyanidiophyceae[22]
- Pyropia yezoensis, Bangiophyceae[23]
- Chondrus crispus, Florideophyceae[24]
- Porphyridium purpureum, Porphyridiophyceae[25]